# Drumcondra, Victoria
Drumcondra är en del av en befolkad plats i Australien. Den ligger i kommunen Greater Geelong och delstaten Victoria, omkring 64 kilometer sydväst om delstatshuvudstaden Melbourne.
Trakten är tätbefolkad. Närmaste större samhälle är Geelong, nära Drumcondra. Genomsnittlig årsnederbörd är 744 millimeter. Den regnigaste månaden är juni, med i genomsnitt 113 mm nederbörd, och den torraste är januari, med 31 mm nederbörd.